# Seznam skladatelů vážné hudby, V
Seznam skladatelů vážné hudby podle abecedy:
A – B –
C – Č –
D – E – 
F – G –
H – Ch –
I – J –
K – L –
M – N –
O – P –
Q – R –
Ř – S –
Š – T –
U – V –
W – X –
Y – Z –
Ž

## Va
- Knut Vaage (1961)
- Nicola Vaccai (1790–1848)
- Jean-Michel Vaccaro (1938–1998)
- Jaroslav Vacek (1865–1935)
- Jindřich Vacek (1889–1946)
- Karel Vacek (1902–1982)
- Miloš Vacek (1928)
- Dalibor C. Vačkář (1906–1984)
- Václav Vačkář (1881–1954)
- Jean-Joseph Vadé (1719–1757)
- Perez-Eneko Vadillo (1973)
- Genrich Matusovich Vagner (1922)
- Peeter Vahi (1955)
- Ferdinand Vach (1860–1939)
- Anatol Klimovič Vachnjanin (1841–1908)
- Pierre Vachon (1731–1803)
- Janos Vajda (1949)
- Moisej Vajnberg (1919–1996)
- Enriquez de Valderrabano (1500–1556)
- Pedro Valdes Fraga (1872–1939)
- Jiří Válek (1923–2005)
- Fartein Valen (1887–1952)
- Antonio Valente (1520–1581)
- Nicola Valente (1853–1939)
- Vincenzo Valente (1855–1921)
- Giovanni Valentini (1582–1649)
- Giuseppe Valentini (1681–1753)
- Michelangelo Valentini (1720–1768)
- Pier Francesco Valentini (1570–1657)
- Roberto Valentini (1680–1759)
- Gaetano Valeri (1760–1822)
- Adrianus Valerius (1575–1625)
- Reza Vali (1952)
- Jacinto Valledor y la Calle (1744–1809)
- Jean Vallerand (1915–1994)
- José Maria Valle-Riestra (1859–1925)
- Nicolas Vallet (1583–1642)
- Francisco Valls (1671–1747)
- Manuel Valls (1920–1984)
- Gabriel Valverde (1957)
- Joaquin Valverde (1846–1910)
- Quinto Valverde Sanjuán (1875–1918)
- David Van de Woestijne (1915–1979)
- Cornelius Van der Liden (1839–1918)
- Jef Van Durme (1907–1965)
- Willem Wander Van Nieuwkerk (1955)
- Annelies Van Parys (1975)
- Arnošt Vančura (~1750–1802)
- Othon Joseph Vandenbroek (1758–1882)
- Janika Vandervelde (1955)
- Sándor Vándor (1901–1945)
- Jan Křtitel Vaňhal (1739–1813)
- Jeannine Vanier (1929)
- Francesco Antonio Vannarelli (1615–1676)
- Istvan Vantus (1935–1992)
- Vittorio Mario Vanzo (1862–1945)
- Charles Vardell (1893–1962)
- Margaret Vardell Sandresky (1921)
- Edgard Varèse (1883–1965)
- Giovanni Varischino (16??–16??)
- Alexander Jegorovič Varlamov (1801–1848)
- Louis Varney (1844–1908)
- Mario Varvoglis (1885–1967)
- Sergej Vasilenko (1872–1956)
- Ion Vasilescu (1903–1960)
- Dmitri Vasiliev-Buglay (1888–1956)
- Pēteris Vasks (1946)
- Edmundo Vasquez (1938)
- Juan Vasquez (1510–1560)
- José F. Vásquez (1896–1961)
- Paolino Vassalo (1856–1923)
- Léon Vasseur (1844–1917)
- Artem Vassiljev (1974)
- Josef Vašata (1884–1942)
- Jean-Fernand Vaubourgoin (1880–1952)
- Auguste-Emmanuel Vaucorbeil (1821–1884)
- Ralph Vaughan Williams (1872–1958)
- Thomas Vautor (1570–1630)
- Béla Vavrinecz (1925)
- Moisej Samujlovič Vaynberg (1919–1996)
- Carlos A. Vazquez (1952)
- Hebert Vazquez (1963)

## Ve
- Ketil Vea (1932)
- John Veale (1922–2006)
- Orazio Vecchi (1550–1605)
- Orazio Vecchi (1550–1605)
- Luigi Vecchiotti (1804–1863)
- Franz von Vecsey (1893–1935)
- Jenö Vecsey (1909–1966)
- Carlos Veerhoff (1926)
- Aurelio de la Vega (1925)
- Claudio Veggio (1510–1543)
- Franz Adam Veichtner (1741–1822)
- Václav Veit (1806–1864)
- Pavel Josef Vejvanovský (1633–1693)
- Misha Veksler (1907–1943)
- Glauco Velasquez (1884–1914)
- Consuelo Velásquez (1924–2005)
- Leonardo Velazquez (1935–2004)
- Luigi Vella (1858–1914)
- Paolo Vella (1873–1948)
- Eugen Werner Velte (1923–1984)
- Ian Venables (1955)
- Bohumil Vendler (1865–1948)
- Gaetano Veneziano (1656–1716)
- Giovanni Veneziano (1683–1742)
- Carl Venth (1860–1938)
- Ivo de Vento (1545–1575)
- Mattia Vento (1735–1776)
- Giuseppe Venturelli (1711–1775)
- Stefano Venturi del Nibbio (15??–16??)
- Luigi Venzano (1814–1878)
- Aleksandr Moisejevič Veprik (1899–1958)
- Edoardo Vera (1821–1889)
- Antonio Veracini (1659–1733)
- Francesco Maria Veracini (1690–1768)
- Amaury Veray (1922–1995)
- Michajlo Michajlovič Verbickij (1815–1870)
- Philippe Verdelot (1480–1532)
- Giuseppe Verdi (1813–1901)
- Cornelis Verdonck (1563–1625)
- Renaat Veremans (1894–1969)
- Sándor Veress (1907–1992)
- Antonio Veretti (1900–1978)
- Pierre Emmanuel Vereyen (1750–1819)
- Edward Verheyden (1878–1959)
- Johannes Verhulst (1816–1891)
- Michajlo Ivanovič Verikovskij (1896–1962)
- Péter Vermesy (1939–1989)
- Jean Aimé Vernier (1769–1838)
- Ottavio Vernizzi (1569–1649)
- Giovanni Verocai (1700–1745)
- John Verral (1908–2001)
- Charles Garland Verrinder (1834–1904)
- Alexej Nikolajevič Věrstovskij (1799–1862)
- Juan Vert (1890–1931)
- Alois Veselý (1928–1996)
- Jan Pavel Veselý (1762–1814)
- Viktor Veselý (1887–1966)
- Johann Vesque von Pittlingen (1803–1883)
- Michael Vetter (1943)
- Nikolaus Vetter (1666–1734)
- Julia Lazarevna Veysberg (1880–1942)
- Joseph Vézina (1849–1924)

## Vi
- Lodovico Grossi da Viadana (1560–1627)
- Jose Vianna da Motta (1868–1948)
- Pauline Viardot (1821–1910)
- Nicola Vicentino (1511–1576)
- Tomás Luis de Victoria (1548–1611)
- Gerard Victory (1921–1995)
- Jan Vičar (1949)
- Joseph Bernard Vidal (1859–1924)
- Pablo Vidal (17??–1808)
- Paul Vidal (1863–1931)
- Jorunn Vidar (1918)
- László Vidovszky (1944)
- Johann Vierdanck (1605–1646)
- Johann Gottfried Vierling (1750–1813)
- Louis Vierne (1870–1937)
- Anatol Vieru (1926–1998)
- Boris Vietinghoff-Scheel (1829–1901)
- Henry Vieuxtemps (1820–1881)
- Salvatore Vigano (1769–1821)
- Giuseppe Vignati (16??–1768)
- Miloš Vignati (1897–1966)
- Tom Vignieri (1961)
- Giuseppe Vignola (1662–1712)
- Emil Viklický (1948)
- José Teodor Vilar (1836–1905)
- Renaud de Vilback (1829–1884)
- Konstantin Vilboa (1817–1882)
- Asko Vilén (1946)
- Franz Vilhar (1852–1928)
- Ricardo Villa (1873–1935)
- Victor Villadangos (1958)
- Heitor Villa-Lobos (1887–1959)
- Alberto Villalpando (1940)
- Felipe Villanueva (1862–1893)
- Jesus Villa-Rojo (1940)
- Gaspar Villate (1851–1891)
- Alexandre de Villeneuve (1677–1756)
- André Villeneuve (1956)
- Pierre Villette (1926–1998)
- Facundo de la Vina (1876–1952)
- Benedetto Vinaccesi (1670–1719)
- Alejandro Vinao (1951)
- Ezequiel Vinao (1960)
- Čeněk Vinař (1835–1872)
- Heinrich Joseph Vincent (1819–1901)
- John Vincent (1902–1977)
- Thomas Vincent (1720–1783)
- Leonardo Vinci (1690–1730)
- Pietro Vinci (1525–1584)
- Zsigmond Vincze (1874–1935)
- Giovanni Battista Viotti (1755–1824)
- Giulio Viozzi (1912–1984)
- Robert de Visee (1660–1725)
- Alberti Antonio Visetti (1846–1928)
- János Viski (1906–1961)
- Bart Visman (1962)
- Filippo Vismarri (1590–1653)
- Giovanni Battista Vitali (1632–1692)
- Tomaso Antonio Vitali (1663–1745)
- Alberico Vitalini (1921–2006)
- George Vitalis (1895–1959)
- Jan Vitásek (1770–1839)
- Jazeps Vitols (1863–1948)
- Yan Vitolyn (1886–1955)
- Philippe de Vitry (1291–1361)
- Franco Vittadini (1884–1948)
- Loreto Vittori (1600–1670)
- Tomasso Luis da Vittoria (1548–1611)
- Ignaz Vitzthumb (1720–1816)
- Antonio Vivaldi (1678–1741)
- Sebastian de Vivanco (1551–1622)
- Amadeo Vives (1871–1932)
- Giovanni Buonaventura Viviani (1638–1692)
- Claude Vivier (1948–1983)

## Vl–Vo
- Roman Vlad (1919)
- Alexander Vladigerov (1933)
- Pancho Vladigerov (1899–1978)
- Yannis Vlachopoulos (1929)
- Josef Vlach-Vrutický (1897–1977)
- Vladimir Vlasov (1903–1986)
- Jan van Vlijmen (1935)
- Kamil Voborský (1883–1949)
- Rudolf Voborský (1895–1957)
- Jan Nepomuk Vocet (1776–1843)
- Josef Vodák (1927)
- Ferdinand Vodička (1895–1953)
- Václav Vodička (1720–1774)
- Jaroslav Vodrážka (varhaník) (1930)
- Karel Vodrážka (1904–1985)
- Charles-Louis-Adolphe Vogel (1808–1892)
- Jaroslav Vogel (1894–1970)
- Johann Christoph Vogel (1756–1788)
- Wladimir Vogel (1896–1984)
- Adilf Vogl (1873–1961)
- Heinrich Vogl (1845–1900)
- Kajetán Vogl (1750–1794)
- Willi Vogl (1961)
- Carl Vogler (1874–1951)
- Georg Joseph Vogler (1749–1814)
- František Vogner (1850–1930)
- Max Vogrich (1852–1916)
- Hans Vogt (1911–1992)
- Rudolf Vohanka (1880–1963)
- Lodewijk De Vocht (1887–1977)
- Ulrich Johann Voigt (1669–1732)
- Lothar Voigtlander (1943)
- Gabriel Voigtländer (1601–1643)
- Alain Voirpy (1955)
- Hynek Vojáček (1825–1916)
- Jindřich Vojáček (1888–1945)
- Antonín Vojtíšek (1771–po r. 1820)
- Antonín Volánek (1761–1817)
- Kevin Volans (1949)
- Fritz Volbach (1861–1940)
- Franz Volkert (1767–1845)
- Friedrich Robert Volkmann (1815–1883)
- Andrej Michajlovič Volkonskij (1933–2008)
- Fjodor Grigorjevič Volkov (1729–1763)
- Georg Vollerthun (1876–1945)
- Viktor Vološinov (1905–1960)
- Giovanni Battista Volpe (1620–1691)
- Jean Baptiste Volumier (1670–1728)
- Boleslav Vomáčka (1887–1965)
- Alexander Voormolen (1895–1980)
- Josef Vorel (1801–1874)
- Slávka Vorlová (1894–1973)
- Jana Vöröšová (1980)
- Jan Václav Hugo Voříšek (1791–1825)
- Friedrich Voss (1930)
- Zbyněk Vostřák (1920–1985)
- Emil Votoček (1862–1950)
- Jan Křtitel Voves (1885–1945)

## Vr–Vz
- František Vrána (1914–1975)
- Gustav Vránek (1906–1981)
- Antonín Vranický (1761–1820)
- Pavel Vranický (1756–1808)
- Radka Vranková (1973)
- Karel Vrátný (1819–1873)
- František Vrba (1896–?)
- Stanislav Vrbík (1907–1987)
- Victor Vreuls (1876–1944)
- Roger Vuataz (1898–1988)
- Tihamer Vujicsics (1929–1975)
- Harri Vuori (1957)
- Ladislav Vycpálek (1882–1969)
- Vratislav Vycpálek (1892–1962)
- Ivo Vyhnálek (1930)
- Alois Vymetal (1865–1918)